# Fascia archeologica
La fascia archeologica, o anche "zona archeologica", riconosciuta dall'art. 303 della Convenzione di Montego Bay, si può estendere fino a 24 miglia dalla linea di base dello stato costiero. 
La sua istituzione è facoltativa e conferisce allo stato costiero la possibilità di effettuare operazioni di controllo tese a contrastare il commercio illecito di oggetti archeologici posti sul fondo marino.
La fascia archeologica andrebbe a coincidere, in quanto a lunghezza, con la "zona contigua", prevista all'art. 33 della Convenzione di Montego Bay.
L'Italia applica questa normativa in base all'art. 94 del Decreto Legislativo 22 gennaio 2004, n. 42, in materia di "Codice dei beni culturali e del paesaggio, ai sensi dell'articolo 10 della legge 6 luglio 2002, n. 137".